# Jakob Klemenčič
Jakob Klemenčič (13 de diciembre de 2002) es un deportista esloveno que compite en ciclismo de montaña en la disciplina de campo a través.
Ganó una medalla de plata en el Campeonato Mundial de Ciclismo por Eliminación de 2024 y dos medallas en el Campeonato Europeo de Ciclismo de Montaña, en los años 2022 y 2024.

## Medallero internacional
| Campeonato Mundial | Campeonato Mundial      | Campeonato Mundial | Campeonato Mundial |
| Año                | Lugar                   | Medalla            | Competición        |
| ------------------ | ----------------------- | ------------------ | ------------------ |
| 2024               | Aalen (Alemania)        | Medalla de plata   | Eliminación        |
| Campeonato Europeo |                         |                    |                    |
| Año                | Lugar                   | Medalla            | Competición        |
| 2022               | Anadia (Portugal)       | Medalla de oro     | Eliminación        |
| 2024               | Gibraltar (Reino Unido) | Medalla de plata   | Eliminación        |